# Wanda Gertz
Pour les articles homonymes, voir Gertz.
Major Wanda Gertz (13 avril 1896 – 10 novembre 1958) est une noble polonaise, qui s'est déguisée en homme pour intégrer l'armée polonaise pendant la Première Guerre mondiale sous le pseudonyme de Kazimierz 'Kazik' Zuchowicz. Elle sert ensuite dans la Légion féminine polonaise pendant la guerre soviéto-polonaise. Dans l'entre-deux-guerres, elle devient officier de réserve mais est déchue de son grade. Elle travaille en étroite collaboration avec le général Piłsudski et milite pour la place des femmes dans l'armée. Lors du déclenchement de la Seconde Guerre mondiale, son expérience et ses compétences pour les opérations spéciales sont finalement reconnues et elle rejoint la Résistance en 1939 sous le pseudonyme de Lena.

## Enfance
Wanda Gertz, née Wanda Gertz von Schliess, voit le jour à Varsovie, dans une famille originaire de Saxe établie en Pologne au xviiie siècle. Son père, Jan Gertz von Schliess, combat pendant la Révolution de janvier en 1863-64 et élève sa fille en lui racontant des histoires sur ses camarades et lui. Des années plus tard, elle écrira:

« En tant que petite fille de 5 ans, je n'ai jamais eu de poupées, seulement d'innombrables soldats de plomb, avec lesquels avaient joué mon grand frère et ses copains. Déjà à cette époque, je savais que l'armée militaire et les grades n'étaient pas pour les filles. Mon plus grand rêve était de devenir officier. Cependant, en tant que fille, je ne pourrais jamais l'être. »

En 1913, elle termine ses études secondaires au Kuzienkowa Gymnasium de Varsovie. Elle étudie ensuite la comptabilité à la Chambre du commerce de la ville. Pendant ses études, elle rejoint les scouts féminines d'Émilie Plater, alors illégales. Au déclenchement de la Première Guerre mondiale, elle rejoint la Konfederacja Polska (Confédération polonaise), une organisation nationaliste. Elle distribue des tracts et coud des vêtements pour les prisonniers de guerre. Ensuite, elle rejoint le 4e Bataillon de Varsovie, qui est absorbé le août 1915 par la Première Brigade des Légions polonaises, où les femmes sont interdites de combat en première ligne.

## Première Guerre mondiale
Ayant coupé ses cheveux et mis des vêtements d'hommes, Wanda Gertz se présente à un bureau de recrutement de la Légion sous le nom de « Kazimierz Zuchowicz ». Elle passe les tests sans problème et lors de la visite médicale obligatoire, elle rencontre un médecin qui accepte de l'aider et l'affecte dans une unité médicale. Après quelques semaines, 'Kazik' est réaffecté dans une unité d'artillerie en service actif et participe à l'Offensive Broussilov. Étant un cavalier, elle travaille dans la section des transmissions. Après son retour à Varsovie en 1917, elle rejoint la branche féminine clandestine de l'Organisation militaire polonaise (Polska Organizacja Wojskowa).
L.e 8 décembre 1917, au cours d'une manifestation sur le Saviour Square (Plac Zbawiciela) à Varsovie, Gertz est arrêtée et condamnée à six mois de prison mais est libérée après quelques semaines, lors du paiement de sa caution. Après sa libération, elle travaille en tant que courrier et s'implique dans le désarmement des troupes allemandes en novembre 1918. En décembre 1918, la Pologne gagne son indépendance et Gertz rejoint la Milice du Peuple et est affectée à la section de l'armement en mars 1919.

## Guerre russo-polonaise

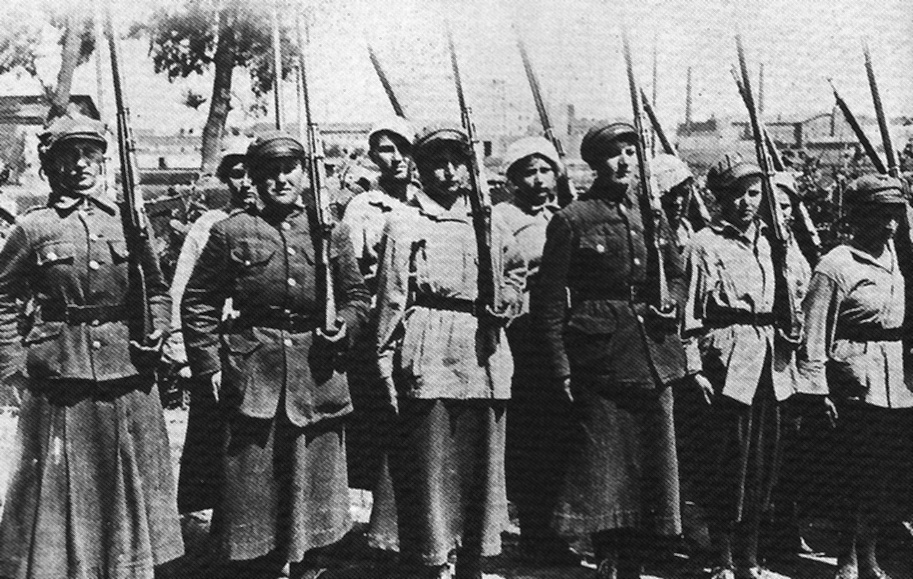
Les femmes soldats de l'Armée polonaise en 1920.

En avril 1919, peu après le début de la guerre soviéto-polonaise, Gertz s'enrôle dans l'armée polonaise et est affectée à la Première Division lituano-biélorusse. Quelques mois plus tard, elle est nommée commandant de la Ochotnicza Legia Kobiet (2e Légion de volontaires féminines) à Vilnius. Les unités de femmes ont joué un rôle d'appoint, généralement engagées dans des tâches de garde, mais durant la bataille de Vilnius, l'unité de Gertz participe aux combats contre la cavalerie de Hayk Bzhishkyan. Elle obtient le grade de lieutenant en 1920 et reçoit la médaille Virtuti Militari.
À la fin de la guerre, en 1921, Gertz est démobilisée et rejoint les réservistes. L'année suivante, on lui retire son grade de lieutenant au motif qu'il n'existait pas de base légale pour une femme officier dans l'armée polonaise. Elle travaille pour la société d'ingénierie Koncern Maszynowy S.A. jusqu'en 1923 et après le Coup d'État de mai en 1926, elle devient Chef de Cabinet de Józef Piłsudski. Deux ans plus tard, Wanda Gertz devient l'une des treize membres de la Formation Militaire Féminine (Przysposobienie Wojskowe Kobiet). Après la mort de Piłsudski en 1935, elle co-fonde le musée Belweder où elle reste jusqu'en 1939. En 1938, elle devient trésorière de la Fédération polonaise des Associations de Défense de la Patrie.

## Seconde Guerre mondiale
Peu après l'invasion allemande, Wanda Gertz est l'une des premières femmes à rejoindre la résistance, le Département pour la Victoire de la Pologne (Służba Zwycięstwu Polski - SZP), opérant sous le nom de code « Lena ». Elle organise les communications clandestines, sert de courrier et assiste le commandant de la division, Stanislaw Kozarski. En avril 1942, Gertz ordonne de créer une nouvelle unité de Dywersja je Sabotaż Kobiet - "oddział Dysk" (Unité de Diversion et de Sabotage féminine), pour le réseau clandestin Kedyw. Ses membres mènent des attaques contre le personnel militaire allemand, les aéroports, les trains et les ponts. Gertz semble avoir été sceptique face à l'Insurrection de Varsovie et interdit aux membres de son groupe d'y prendre part. Elle est promue au grade de major en septembre 1944.
Capturée après l'Insurrection, sous le nom de Grands Kazik, Gertz est détenue comme prisonnier de guerre et reconnue par les Allemands en tant que commandant de 2.000 autres femmes combattantes qui avaient survécu. Elle est déportée dans les camps de prisonniers de guerre de Ożarów, Lamsborf et Mühlberg, et à la fin de la guerre, elle est envoyée à Molsdorf. Pendant toute la durée de sa détention, elle conserve respect et autorité sur ses camarades prisonnières. Le 5 avril 1945, les prisonniers de guerre sont déplacés à pied au camp de Blankenhain  avant d'être finalement libérés le 13 mai par la 89e Division d'infanterie américaine

## Après-guerre

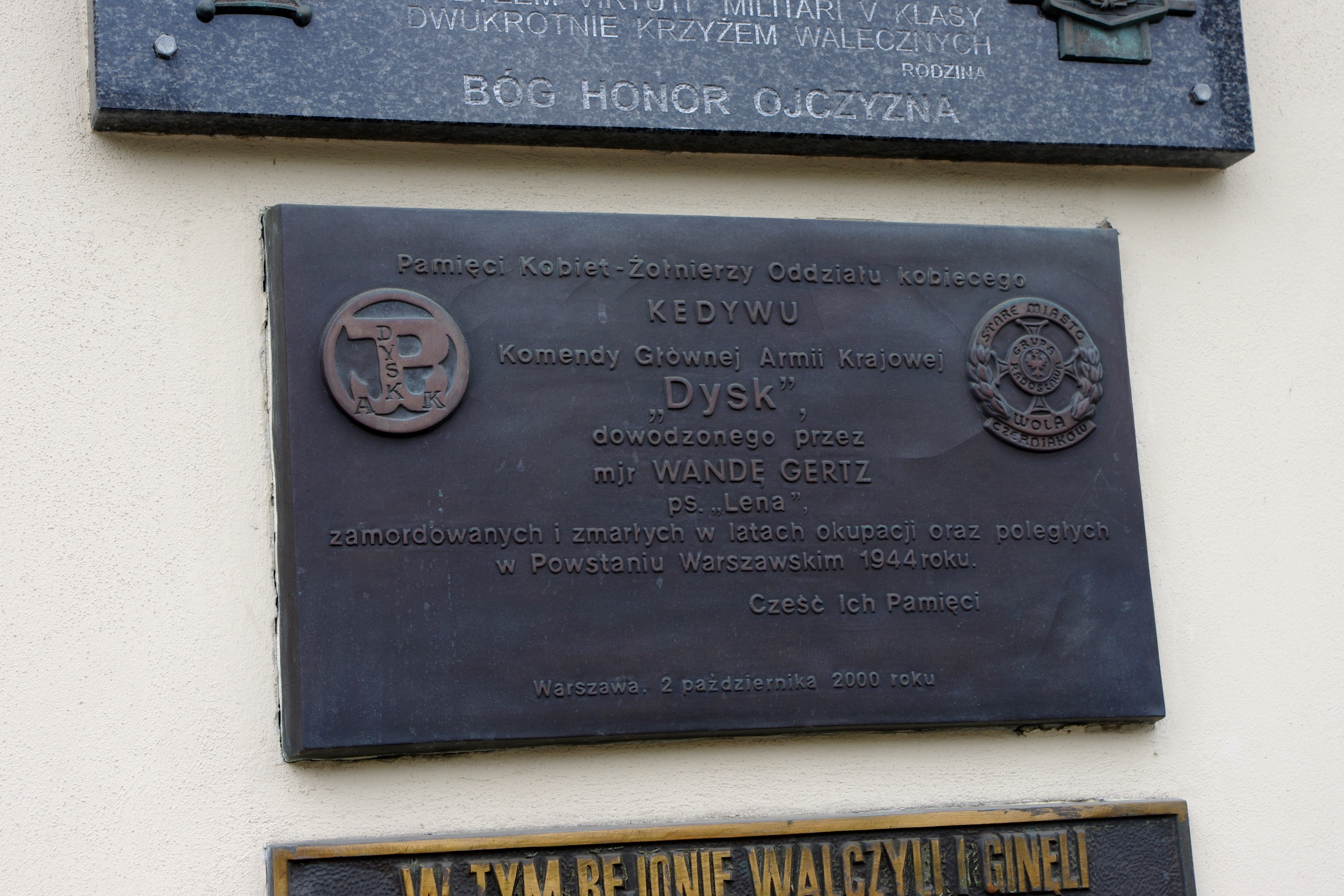
Plaque commémorative à l'Église de Saint-Jean-Baptiste de Varsovie.

En tant que membre des armées polonaises en Allemagne sous commandement britannique, elle part au Royaume-Uni jusqu'à la reddition allemande, date à laquelle elle retourne en Europe en tant qu'inspecteur pour les femmes soldats. Elle voyage dans toute l'Allemagne à la recherche de Polonaises dans les camps de personnes déplacées. Entre mai 1946 et février 1949, elle est membre du Corps de réinstallation polonais en Angleterre. Sa tâche est de préparer les Polonaises à la vie civile en Grande-Bretagne. Après sa démobilisation, elle travaille dans une cantine jusqu'à sa mort le 10 novembre 1958. Ses obsèques sont suivies par de nombreux anciens combattants dont Aleksandra Piłsudska, la veuve du général, ainsi que les généraux Michał Karaszewicz-Tokarzewski et Tadeusz Bór-Komorowski. En 1960, ses cendres sont inhumées au Cimetière militaire de Powazki à Varsovie.

## Publications
- W pierwszym pułku artylerii - Służba Ojczyźnie, Varsovie, 1929.

## Distinctions
- Croix d'argent de la Virtuti Militari
- Croix de chevalier de l'Ordre Polonia Restituta (Krzyż Kawalerski Orderu Odrodzenia Polski), décerné à titre posthume
- Croix de la Valeur polonaise - Krzyż Walecznych, à cinq reprises, la première fois en 1921[8],[9]
- Croix de l'Indépendance - Krzyż Niepodległości, avec épées
- Croix d'or du Mérite avec Épées - Krzyż Zasługi z Mieczami